# Kyzylkum

Sanddyn i Kyzylkum

Kyzylkum (uzbekiska: Qizilqum; kazakiska: Қызылқұм, Qyzylqum) är en cirka 298 000 km² stor sandöken i Centralasien, mellan floderna Amu-Darja och Syr-Darja. Öknen, som är världens elfte största, ligger i Uzbekistan och Kazakstan, samt till en mindre del i Turkmenistan. Den är en del av ökensystemet Sydliga centralasiatiska öknen, som har en årlig nederbörd på 70–125 mm och en medeltemperatur på omkring 16 °C.

## Geografi
Kyzylkum ligger på en platå ungefär 300 meter över havsytan, med ett flertal nedsänkningar och höglänta områden, såsom Sultanuizdag och Bukantau. Större delen av området består av sanddyner. I nordväst finns ett stort område som täcks av takir, hårda lerslätter som bildas av säsongsbundna regn som avdunstar och bildar en skorpa. I öknen finns även oaser, där befolkningen bedriver visst lantbruk, liksom vid floderna.
Öknen breder ut sig mellan floderna Amu-Darja och Syr-Darjas dalgångar. Den övergår i väster (nära Aralsjöns rester) i Turanslätten.

## Naturliv

### Flora
Växter som finns i öknen innefattar bland annat olika sodaörter och Saksaulträd (Haloxylon sp.), båda amarantväxter. 
Växterna i Kyzylkum är huvudsakligen C3-växter, med bara ett fåtal C4- och CAM-växter (huvudsakligen suckulenter). Detta kan jämföras med öknarna i södra Nordamerika, där C4-växter dominerar.
En förändring i växtligheten har skett i Kyzylkum, såväl som i den närbelägna öknen Karakum, vilket tros bero på ett minskat betestryck, saltstormar från Aralsjön och ändrade nederbördsmönster beroende på Aralsjöns ytminskning.

### Fauna
Bland de vilda djur som lever i Kyzylkum kan bland annat nämnas den sällsynta Saigaantilopen (Saiga tatarica) och en varanart, ökenvaran (Varanus griseus). Andra djur innefattar kungsörn (Aquila chrysaetos), Bucharahjort (en underart till kronhjort, Cervus elaphus), fasan (Phasianus colchicus) och vildsvin (Sus scrofa).
Det finns två naturreservat i Kyzylkum, varav det ena, Djeyran, används för att föda upp krävgasell (Gazella subgutturosa), przewalskihäst (Equus ferus przewalskii), halvåsna (Equus hemionus) och stortrapp (Otis tarda).

## Ekonomi

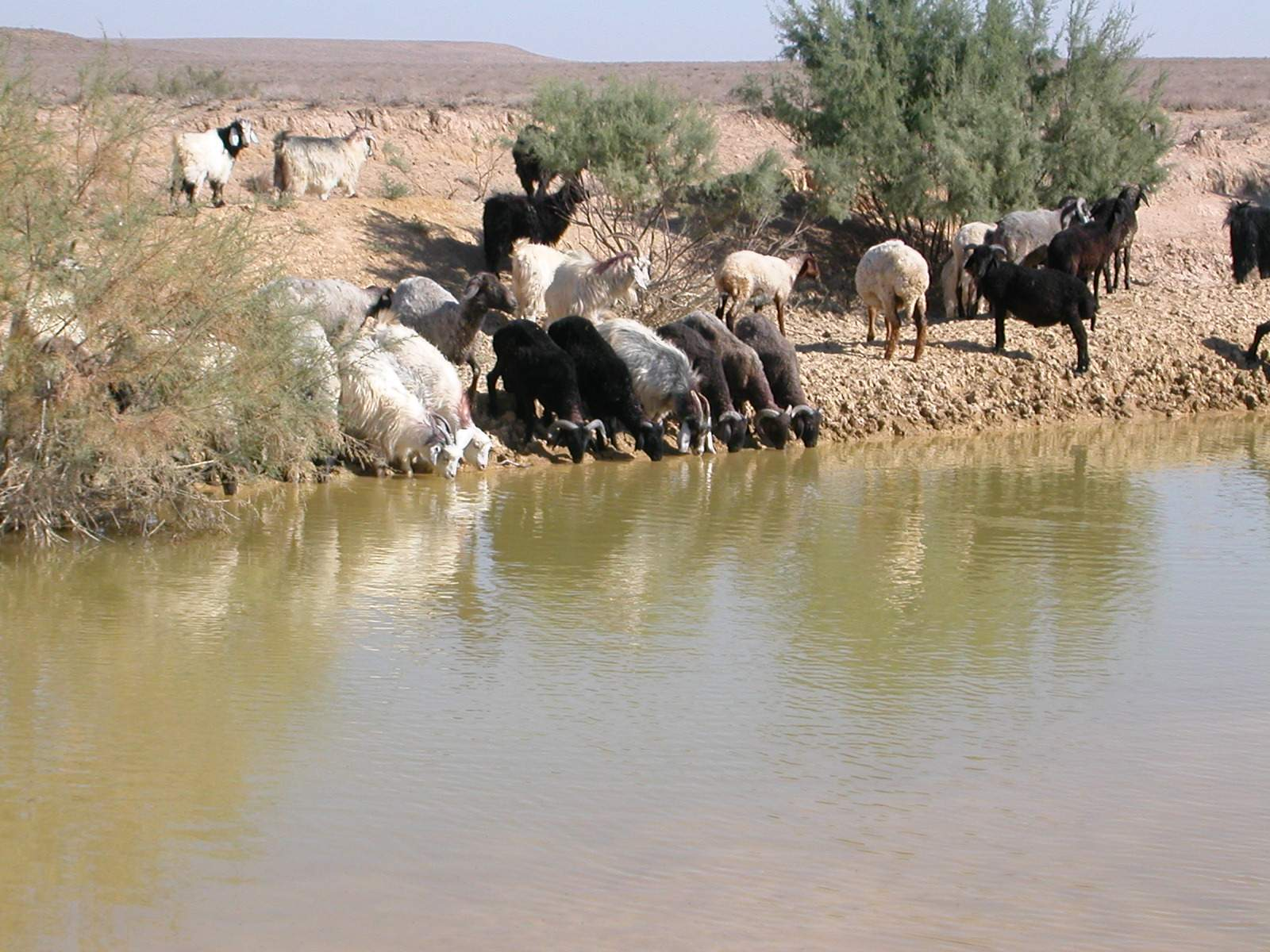
Fårhjord

Den lokala befolkningen använder de vidsträckta områdena för uppfödning av boskap, framförallt av får, kameler och dromedarer.
I öknen finns stora fyndigheter av guld, uran, koppar, aluminium och silver, samt naturgas och olja. Guldgruvan i området Muruntau grundades i början av 1960-talet. Huvudorten för bearbetning av fyndigheterna är staden Navoi i Uzbekistan.

## Historia
I en nedteckning från Herodotos besegrade år 530 f.Kr. massageterna, en folkstam från Kyzylkum, Kyros II:s armé i ett slag norr om Syr-Darja. Massageternas drottning Tomyris, som var härförare i slaget, lär ha doppat den avlidne Kyros huvud i blod som hämnd för sin förlorade son, som Kyros hade dödat.